# 吡布特罗
吡布特罗（INN：pirbuterol；商品名：Maxair）是一种短效β2肾上腺素受体激动药，具有支气管扩张作用，用于治疗哮喘，可（以醋酸吡布特罗形式）作为呼吸激活的定量吸入器。
它于1971年获得专利，并于1983年进入医疗用途。

## 医疗用途
吡布特罗可用于治疗哮喘，以逆转急性支气管痉挛，也可作为维持药物，预防将来的发作。它应该用于12岁及以上的患者，无论是否同时服用茶碱和/或吸入皮质类固醇。

## 药代动力学
吸入剂量高达800微克（最大推荐剂量的两倍）后，吡布特罗的全身血液浓度低于测定灵敏度极限（2至5 ng/ml）。通过气雾剂给药后，尿液中检测到的匹布特罗及其硫酸盐结合物的剂量平均为总剂量的51%。吡布特罗不被儿茶酚-O-甲基转移酶代谢。口服后，测定的血浆半衰期约为两小时。